# Gouvernement Aram Sargsian
Arménie
V. Sargsian Margarian I
Le gouvernement Aram Sargsian est le gouvernement de l'Arménie du 3 novembre 1999 au 2 mai 2000.

## Majorité et historique
Il s'agit du gouvernement formé par Aram Sargsian. 
Il est soutenu par le Parti républicain d'Arménie et la Fédération révolutionnaire arménienne.
Il est remanié en 2000.

## Composition
- Les nouveaux ministres sont indiqués en gras, ceux ayant changé d'attributions en italique.

| Poste                                                | Titulaire | Titulaire                | Parti |
| ---------------------------------------------------- | --------- | ------------------------ | ----- |
| Premier ministre                                     |           | Aram Sargsian            | HHK   |
| Ministre de l'Administration territoriale            |           | Khosrov Haroutiounian    | HHK   |
| Ministre de l'Agriculture                            |           | Gagik Shahbazian         | Sans  |
| Ministre des Affaires étrangères                     |           | Vartan Oskanian          | HHK   |
| Ministre de la Culture, de la Jeunesse et des Sports |           | Roland Charoian          | FRA   |
| Ministre du Commerce et du Développement économique  |           | Karen Chechmaritian      | Sans  |
| Ministre de la Défense                               |           | Vagharchak Haroutiounian | Sans  |
| Ministre du Développement urbain                     |           | Hrair Hovhanisian        | HHK   |
| Ministre de l'Éducation et des Sciences              |           | Edvard Ghazarian         | Sans  |
| Ministre des Finances et de l'Économie               |           | Levon Barkhoudarian      | Sans  |
| Ministre de l'Énergie                                |           | Davit Zadoian            | ANM   |
| Ministre de la Gestion de l'État                     |           | David Vardanian          | Sans  |
| Ministre de l'Industrie                              |           | Vahan Chrikhanian        | Sans  |
| Ministre de la Justice                               |           | Davit Haroutounian       | HHK   |
| Ministre de la Protection de l'environnement         |           | Gevorg Vardanian         | Sans  |
| Ministre des Revenus d'État                          |           | Smbat Ayvazian           | Sans  |
| Ministre de la Santé                                 |           | Haik Nikoghosian         | HHK   |
| Ministre de la Sécurité nationale                    |           | Karlos Petrosian         | Sans  |
| Ministre des Transports et des Communications        |           | Yervand Zakarian         | HHK   |
| Ministre du Travail et des Affaires sociales         |           | Razmik Martirosian       | FRA   |